# Honda CB 360
Die Honda CB 360 ist ein von 1974 bis 1976 produziertes Motorrad mit Zweizylindermotor des japanischen Herstellers Honda. Sie war eine Alternative zur vierzylindrigen und teureren, technisch anspruchsvolleren Honda CB 350 Four.

## Technik

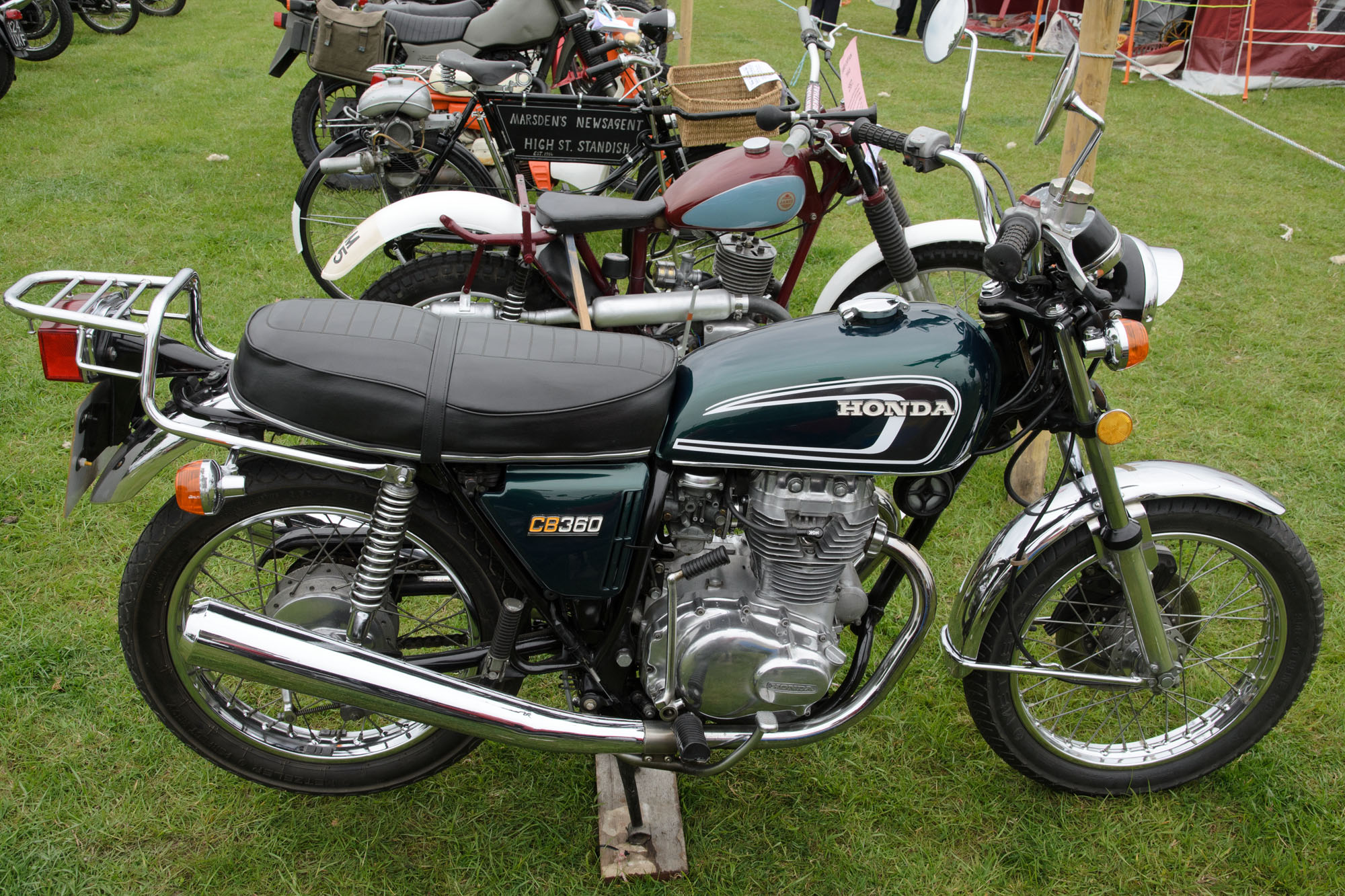
Honda_CB 360_(1975)

### Motor
Das Motorrad wird von einem luftgekühlten Zweizylinder-Viertaktreihenmotor mit 356 cm³ Hubraum (67 mm Bohrung, 50,6 mm Hub) angetrieben und hat im Gegensatz zur CB 350 ein 6-Gang-Getriebe. Die Höchstleistung von 25 kW/34 PS wird bei einer Drehzahl von 9000/min erreicht.

### Fahrwerk
Das Fahrwerk besteht aus einem Einrohrrahmen mit gegabeltem Unterrohr und Zweiarmschwinge hinten sowie einer Teleskopgabel mit 114 mm Federweg vorn. Die Hinterradschwinge hat zwei Federbeine; der Federweg beträgt 78 mm. Die Reifengröße vorn ist 3,00–18, hinten 3,50–18. Das Standardmodell der CB 360 hat vorn und hinten Trommelbremsen, bei der CB 360 G ist es vorn eine hydraulisch betätigte Scheibenbremse.

## Wartung
Die Wartung wurde gegenüber früheren Modellen vereinfacht. Für alle Wartungs- und Tauscharbeiten am Zylinderkopf sowie Zylinder und Kolben kann der Motor im Rahmen des Motorrades verbleiben. Beim Vorgänger musste dafür der Motor erst ausgebaut werden. 